# 巴赫斯
巴赫斯（德語：Bachs）是瑞士联邦苏黎世州迪尔斯多夫区的市镇。该市镇面积为9.13平方千米，海拔高度470米，2018年12月31日人口数为580。

## 外部連結
- 巴赫斯官方网站 （页面存档备份，存于） （德文）